# قارنجة
قارنجة هي قرية في مقاطعة خوي، إيران. يقدر عدد سكانها بـ 96 نسمة بحسب إحصاء 2016.